# Sean Slater
Sean Slater es un personaje ficticio de la serie de televisión británica EastEnders, interpretado por el actor Robert Kazinsky del 22 de agosto de 2006 hasta el 1 de enero de 2009.

## Antecedentes
Sean es el hijo mayor de Brian & Jean Slater y hermano mayor de Stacey, a quien protege mucho.
De joven Sean no tenía una buena relación con su madre debido a que esta sufría de trastorno bipolar, esto ocasionó que Sean se volviera rebelde y constantemente se escapaba de su casa. En diciembre de 1999 después de tener una discusión con su padre le dio un golpe, esto ocasionó que Brian sufriera una hemorragia cerebral y muriera mientras trabajaba. En pánico Sean decidió huir y unirse al ejército.

## Biografía
Sean llegó por primera vez a la calle Waldford el 22 de agosto de 2006 para vengarse del recién llegado Al un exguardia de seguridad que había acusado a Sean de haber perdido su trabajo por culpa de él. Sean entró a la fuerza al apartamento de Al y luego lo siguió hasta el Queen Victoria donde por casualidad vio a su hermana menor Stacey Slater, con quien había perdido contacto desde la muerte de su padre, Brian. Después de torturar y vengarse de Al, Sean decidió quedarse en Waklford para cuidar a Stacey.
En el 2008 se casó con Roxy Mitchell, poco después Roxy quedó embarazada y en noviembre la pareja le dio la bienvenida a Amy Slater, sin embargo poco después Sean se enteró de que él no era el padre biológico de Amy y que el verdadero padre era Jack Branning, el novio de Ronnie, quedó destrozado y decidió llevársela. En el 2009 su hermana Stacey Slater decidió regresar a Amy con los Mitchell. Antes de irse Sean se despide de su hermana, Stacey quien quedó destrozada por su partida.
Sean convence a Roxy de irse con él, sin embargo no fueron muy lejos y llegaron hasta un lago congeñado, ahí Sean le reveló que quería que los tres murieran ahogados como una familia. Sin embargo logró convencerlo de no hacerlo pero mientras platicaban el hielo donde se encontraban parados se rompió y los dos cayeron al lago, Sean logra liberar a Roxy de las plantas y su hermana Ronnie Mitchell quien había llegado con Jack, la sacó del agua. Cuando los tres se pusieron a salvo no vieron por ningún lado a Sean y creyeron que se había ahogado, sin embargo mientras Ronnie y Jack tratan de calentarse dentro del coche, Roxy vio salir a Sean y le dijo que huyera.